# Rudolf Freitag (Bildhauer)

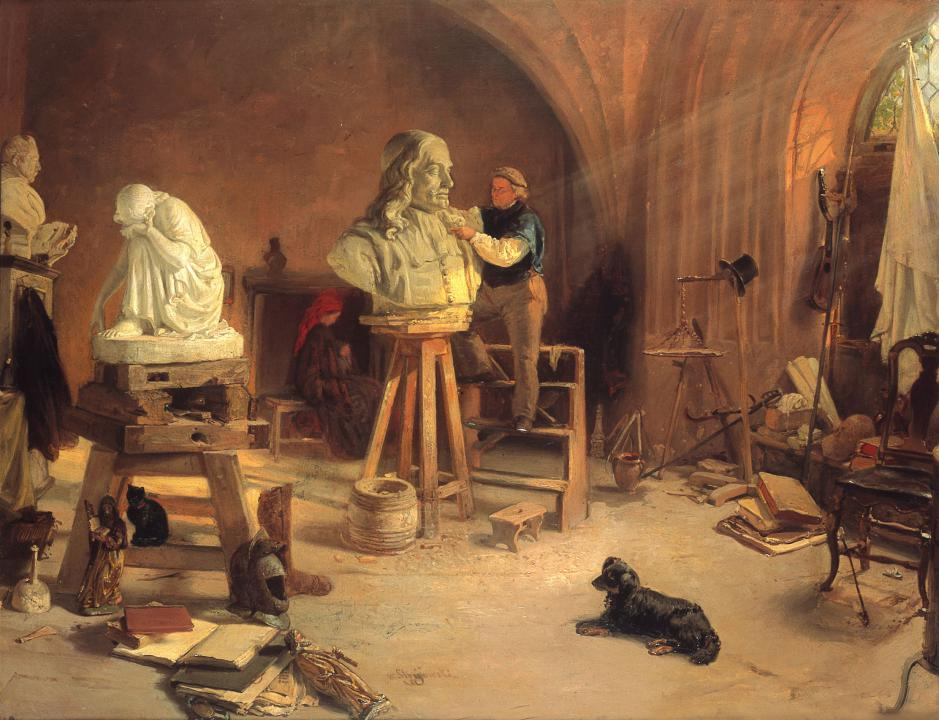
Rudolf Freitag arbeitend an der Büste des Johannes Hevelius – Bild von Wilhelm August Stryowski 1870

Rudolf Freitag (* am 5. oder 26. Februar 1805 in Breslau; † 19. Mai 1890 in Danzig) war ein deutscher Bildhauer, Kunstsammler, Mitbegründer des Danziger Kunstmuseums.
Freitag war der Sohn eines Graveurs und Stempelschneiders, der ihn 1821 nach Wien in eine Ausbildung schickte. 1825 ging er nach Italien und wurde in Rom Schüler von Bertel Thorvaldsen. Auf Vorschlag von Johann Karl Schultz kam Freitag 1844 nach Danzig und lehrte auch in der von Johann Karl Schultz gegründeten Kunstgewerbeschule. Freitag errichtete seine Bildhauerwerkstatt in der verlassenen Ruine des ehemaligen Franziskanerklosters. Er sammelte Werke des Danziger Kunsthandwerks, Gemälde, Stiche, Skulpturen, Danziger Möbel, Gitter, Griffe, Türklopfer, Schlüssel, Musikinstrumente, Porzellan, Fayencen, Militaria, Lampen und Münzen.sowie kuriose Mineralien und Pflanzen.
In der Zeitschrift Neue Preußische Provinzial-Blätter veröffentlichte er eine Liste seiner Sammlungen.
König Friedrich Wilhelm IV. übertrug 1855 die Eigentumsrechte am Klostergebäude der Stadt und gleichzeitig überließ er Freitag die alleinige Verfügung über das Kloster.
Dank der Spende des 1868 verstorbenen Kaufmanns Karl Gottfried Klose wurde die Ruine im neugotischen Stil wiederaufgebaut.
1870 wurde das Städtische Museum offiziell gegründet und am 1. März 1873 feierlich eröffnet.